# ستيفن كرين
ستيفن كرين (بالإنجليزية: Stephen Crane)‏ (1 نوفمبر 1871 - 5 يونيو 1900) روائي أمريكي وكاتب قصة قصيرة وشاعر وصحافي. ولد ستيفن كرين في مدينة نيويورك الأمريكية، كان منذ طفولته حساسا يكره الكذب والممالأة، كان أيضا يحب الأطفال ويدعو إلى احترامهم وعدم الكذب عليهم. بعد أن أتم دراسته الجامعية عمل كمراسل لصحيفة نيويورك تريبيون، وكان كرين معجبا بكتاب سلامبو للفرنسي جوستاف فلوبير. أما الكتاب الأمريكيين فكان كرين على الإجمال يكرههم ويقول أنهم غير صادقين فيما يكتبون.

## حياته

### بداية حياته
بعد وفاة أمه عاش كرين فترة من الزمن جائعا ومريضا يكافح في سبيل النجاح ككاتب. وفي 1892 أنهى كرين أول روايته «ماغي: فتاة الشوارع» وهي رواية كانت ذا طابع تشاؤمي حاد لم تلق الرواج الذي تستحقه. عام 1893 كتب كرين روايته الثانية «شارة الشجاعة الحمراء» وقد استوحاها من مقابلات أجراها مع جنود قدامى ومن تجاربه الشخصية وردات فعله تجاه الأزمات التي كان يمر بها. وقد اعتبرت هذه الرواية دراسة ناجحة وموضوعية لرجل عادي في مواجهة دوامة الحرب. وقد نشرت هذه الرواية كحلقات متسلسلة في صحيفة فيلاديلفيا برس، وكتاب كامل في أكتوبر 1895. وقد حققت نجاحا فائقا جعل بعضهم ينشر قصته الأولي «ماغي: فتاة الشوارع».

### السفر والشهرة
بعد ذلك انتقل جرين من نجاح إلى نجاح فنشر في 1895 مجموعة أشعار دعاها «الفرسان السود وخطوط أخرى» وقام بعد ذلك بعدة أسفار ورحلات في تكساس أستوحى منها كتابيه «الفندق الأزرق» و«العريس يأتي إلى السماء الصفراء». لكن نجاح «شارة الشجاعة الحمراء» دفع كرين غلى الاهتمام بقصص الحرب. وفي 1896 أثناء سفره كمراسل صحفي إلى كوبا غرقت به السفينة فأمضى 50 ساعة يصارع الأمواج وقد اخص تجربته هذه في كتاب «القارب المفتوح».
في 25 أغسطس 1898 تزوج كرين من كورا تايلور ورحل إلى لندن حيث تعرف على كتاب مشهورين بينهم هربرت ولز الذي أعجب به. بعد ذلك رحل كرين إلى كوبا لتغطية الحرب الإسبانية الأمريكية وهناك أظهر شجاعة ينوه بها حين حافظ على برودة أعصاب رقم تعرضه للنار في معركة غنتنامو، وقد كتب عام 1900 قصة «جراح تحت المطر» المستوحاة من هذه الحرب، وإثناء المعارك حول سانتياغو ساءت صحة كربن فاضطر للعودة إلى نيويورك.
في نيويورك صدم كرين، فقد وجد أن نجمه بدأ في الأفول. وكان البعض هناك قد راحوا يتهموه بالسكر وبتعاطي المخدرات فعاد إلى إنجلترا في 1899 وأمضى فيها سنته الأخيرة حيث كتب «الخدمة الفعلية» و«البنفسجية الثالثة» وديوان شعر دعي «الحرب لطيفة» وهو من أروع ما كتب.

## وفاته
أصيب كرين بداء السل فتوفي في 5 يونيو 1900 من جراء نزف رئوي أصابه. وقد جمعت أفضل أعماله في كتاب صدر عام 1921 بعنوان «رجال، نساء، ومراكب».

## أعماله
يزخر رصيد ستيفن بالعديد من الروايات ومن أبرزها ماجي فتاة الشوارع التي تعد باكورة أعماله وهي الانطلاقة الأولى لطبعانية في أمريكا. ولن نسى رواية شارة حمراء التي حققت له الصيت الأدبي مع إنه لم يدخل في قلب المعارك فلقد كتب عن الحرب بأسلوب تفيض منه العبقرية وتشوبه صور معبرة تجعلك تحس وكأنك تخوض وغى المعارك.
يرى بعض النقاد أن كرين كان يحاكي الأسلوب الأوروبي في فن الرواية، خصوصا إذا علمنا أن بينه وبين الروائي الإنجليزي جوزيف كونراد، كاتب رواية«قلب الظلام» صداقة قوية. كما يعتقد البعض الآخر أنه قد تأثر بروايات الفرنسيَّين فلوبير وإميل زولا والروسي ليو تولستوي.
لكنه أيضا كان لاعبا عنيفا ومغرما بلعبة البيسبول الأمريكية، وقد كانت لاهتماماته هذه الذافع لفشله الدراسي، ولكنها يبدو أنها ساعدته على تصور ميدان المعركة وعنفها. فقد قال ذات مرة: «إن المعركة في ميدان البيسبول تشبه كثيرا المعركة في ميدان الحرب».

## رواياته
- ماجي فتاة الشوارع
- شارة حمراء
- الوحش

## روابط خارجية
- ستيفن كرين على موقع IMDb (الإنجليزية)
- ستيفن كرين على موقع الموسوعة البريطانية (الإنجليزية)
- ستيفن كرين على موقع ميوزك برينز (الإنجليزية)
- ستيفن كرين على موقع أول موفي (الإنجليزية)
- ستيفن كرين على موقع قاعدة بيانات الأفلام السويدية (السويدية)
- ستيفن كرين على موقع إن إن دي بي (الإنجليزية)
- ستيفن كرين على موقع ديسكوغز (الإنجليزية)
- ستيفن كرين على موقع قاعدة بيانات الفيلم (الإنجليزية)